# 洗脱曲线
洗脱曲线，在化学的离子交换分离操作上，是指以流出液中交换离子的浓度为纵坐标，洗脱液体积为横坐标作图而得到的曲线。曲线与横坐标所围成的面积即为从交换柱上洗脱下来的该交换离子的总量。在实验中，我们先作洗脱曲线，进行式样的分离时，就可以根据洗脱曲线在规定的体积范围内，將该离子定量地收集以供测定。